# Al-Bab

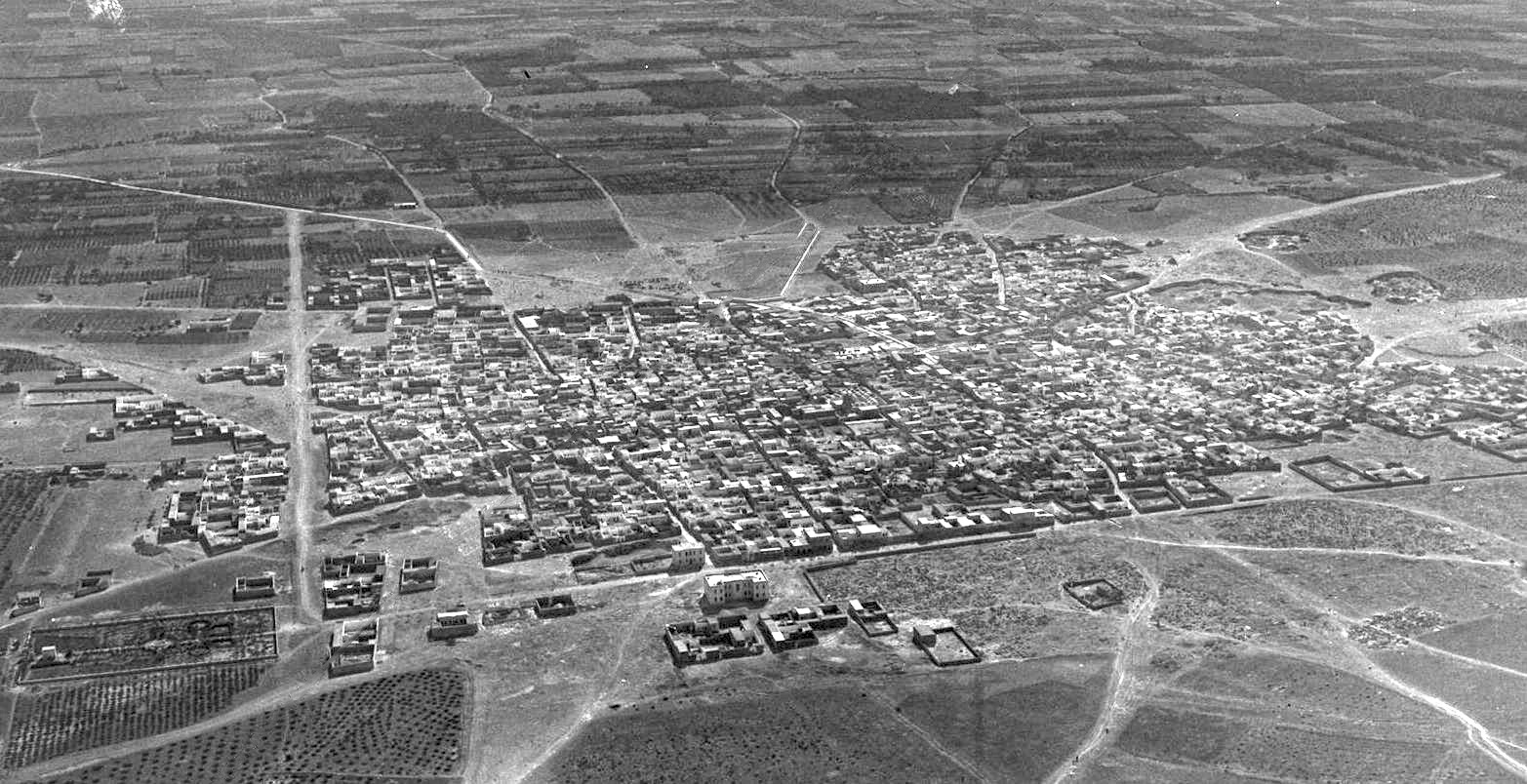
al-Bab, flygfoto från 1934.

al-Bab (arabiska الباب) är en stad i nordvästra Syrien. Den är den fjärde största staden i provinsen Aleppo och hade 63 069 invånare vid folkräkningen 2004.